# Valeriu D. Cotea

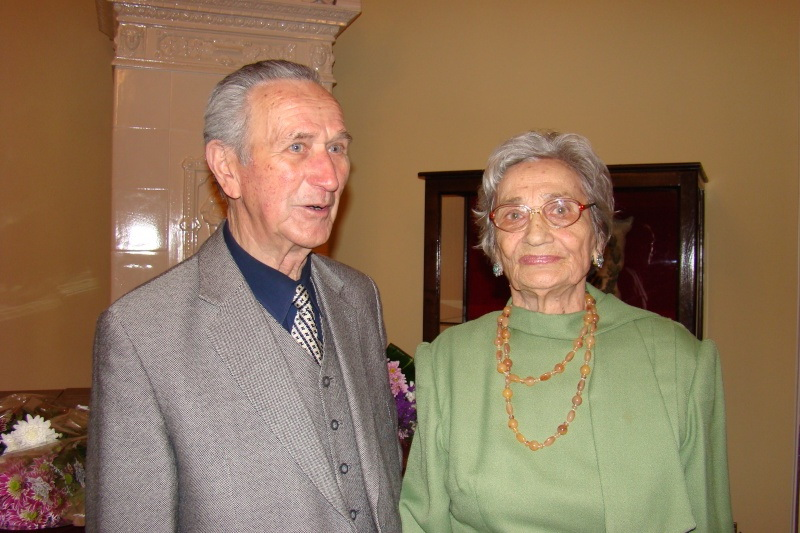
Valeriu Cotea (links, 2011)

Valeriu D. Cotea (* 11. Mai 1926 in Vidra, Kreis Vrancea; † 21. April 2016 in Iași) war ein rumänischer Önologe.

## Leben
Er studierte an der Landwirtschaftlichen und Veterinärmedizinischen Universität in Iași. Hier lebte und arbeitete er auch bis zu seinem Tod.
In den Jahren 1976 bis 2000 vertrat er Rumänien bei der Internationalen Organisation für Rebe und Wein (OIV) in Paris. Er war seit 1993 Mitglied der Rumänischen Akademie, korrespondierendes Mitglied der Academia Internațională a Vinului seit dem Jahr 1998, der Academia Italiana della Vite et del Vino seit 1986 und der Academie du Vin Suisse seit 1987.
Er gründete und leitet das Zentrum für Önologie-Forschung der Rumänischen Akademie, in Iasi. Als Forscher förderte er die Zusammenarbeit mit Schulen ähnlichen önologischen Profils in vielen Ländern, darunter auch in Narbonne, Bordeaux, Montpellier, Universität von Burgund in Dijon, Berlin, Forschungsanstalt Geisenheim, Neustadt an der Weinstraße, Piacenza, Asti, Porto und Lissabon.
Der Önologe Valeriu V. Cotea ist sein Sohn.

## Werke
- mit Valeriu V. Cotea, M. Ciubotaru, N. Barbu, P.G. Magazin, C. Grigoriescu: Podgoria Cotnari (Weinbaugebiet Cotnari), Editura Academiei Române, Bukarest, 2006 (Lobende Erwähnung der OIV 2009. Kategorie „beschreibende Monographien“, Internationale Organisation für Rebe und Wein.)
- mit Valeriu V. Cotea, N. Barbu, C. Grigoriescu: Podgoriile si vinurile României (Weinberge und Weine in Rumänien), Editura Academiei Romane, Bukarest, 2001 (OIV Jury Preis, 2001. Kategorie „Monographien und spezialisierte wissenschaftliche Studien“ Internationale Organisation für Rebe und Wein.)
- mit Valeriu V. Cotea, Cristinel V. Zănoagă: Tratat de Oenochimie (Abhandlung zur Önochemie)